# 孤独は傷つかない
「孤独は傷つかない」（こどくはきずつかない）は、日本の女性歌手・高橋みなみの楽曲。作詞は秋元康、作曲は織田哲郎が担当した。2017年9月26日にユニバーサル ミュージック（EMI RECORDSレーベル）から発売された。

## 概要
ソロデビューシングル「Jane Doe」から約4年5か月ぶりに2枚目シングルとして発売された。女性の失恋を歌ったロック曲。
自身初の全国ツアー『高橋みなみ 2017ライブハウスツアー』のツアーファイナルにあわせての発売となり、初回生産限定盤1タイトルのみのリリース。2015年4月8日に開催されたソロコンサートで初披露され、以降ライブの定番曲となっている。
高橋は織田哲郎のファンであり、楽曲を作って頂けたらなぁと秋元康に話したところ、秋元が織田の知り合いであり、繋いでもらって本楽曲が誕生した。
カップリングには、映画「スマーフ2 アイドル救出大作戦!」の日本版主題歌であり、2013年8月に配信のみでリリースした「瞳の扉」を新たにレコーディングして収録。

## シングル収録トラック
| 全作詞: 秋元康、全編曲: 野中“まさ”雄一。 |                         |           |          |      |
| #                                        | タイトル                | 作詞      | 作曲     | 時間 |
| 1.                                       | 「孤独は傷つかない」    | 秋元康    | 織田哲郎 | 3:57 |
| 2.                                       | 「瞳の扉（2017 ver.）」 | 秋元康    | 藤田昌伸 | 4:39 |
| 合計時間:                                | 合計時間:               | 合計時間: | 8:36     |      |

| #  | タイトル                                                                                                   | 作詞 | 作曲・編曲 |
| -- | --- | ---- | ---------- |
| 1. | 「孤独は傷つかない Video」                                                                                 |      |            |
| 2. | 「高橋みなみ 2017ライブハウスツアー〜たかみなについて行きますreborn〜 at 札幌ペニーレーン24（2017.7.15）」 |      |            |